# きつね色
きつね色（きつねいろ）は、色名の一つ。名前の通りキツネの体毛のような、薄い茶褐色を指すことが一般的。

## 用法
加熱調理（焼き物・揚げ物・炒め物など）するとメイラード反応を生じて茶褐色に変化する食品において、焦げすぎない程度によく仕上がったときの表面の色を比喩する際に、度々使われる。
対象はケーキ・クッキー・トースト・揚げ物などで、「こんがりきつね色」という表現が用いられることもある。
タマネギを炒めたときの褐色も「きつね色」と表現されるが、きつね色になったタマネギをさらに炒め続けると濃い褐色に変化する。この濃い褐色は「あめ色」と表現されることがある。
食品以外では、点火プラグ（スパークプラグ）の色や、陶器の焼き色に対する表現としても使われる。

## 語の特徴
食に対する表現としては、日本独特のものである。英語にも1796年からフォックス（fox）という色名があるというが、そのようには用いられない。
英語ではトーストなどの「こんがり」に対して、light brownやbeautiful brown、golden brown、perfectly brownedなどの表現がされる。
日本においても語の歴史は浅く、中世になってから使われ始めた色名と言われている。そもそも日本では、鳥類を除くと動物に由来する色名は少なく、他には「ねずみ色」「らくだ色」などしかない。

## 関連預目
- 色
- 色名一覧
- 日本の色の一覧
- 日本の伝統色
- キツネの入った言葉一覧
- きつね (麺類)
- 松下幸之助 - 残した格言の一つとして「嫉妬はキツネ色に焼け」がある